# Tegalsari (Gading Rejo)
Tegalsari is een bestuurslaag in het regentschap Pringsewu van de provincie Lampung, Indonesië. Tegalsari telt 4034 inwoners (volkstelling 2010).